# Horatio Alger
Pour les articles homonymes, voir Alger (homonymie).
Horatio Alger, Jr, né le 13 janvier 1832 à Chelsea, dans l'État du Massachusetts et mort le 18 juillet 1899, à Natick (Massachusetts), est un journaliste et romancier américain qui s'est fait connaitre dans la fin du XIXe siècle et au début du XXe siècle, par ses romans qui font l’apologie du rêve américain, de la réussite en partant de rien, et qui eurent une grande influence sur la société américaine et continuent toujours d'être lus.

## Biographie

### Jeunesse et formation
Horatio Alger, Jr est le fils de Horatio Alger, Sr, un pasteur unitarien, et d'Olive Augusta Fenno. Après ses études secondaires, il est accepté à l'Université Harvard et, après avoir obtenu son Bachelor of Arts (licence) en 1852 avec les honneurs, il est admis à la fraternité Phi Beta Kappa. En 1857, il poursuit ses études universitaires faisant des études de théologie à la Harvard Divinity School, qu'il achève en 1860,,

### Carrière

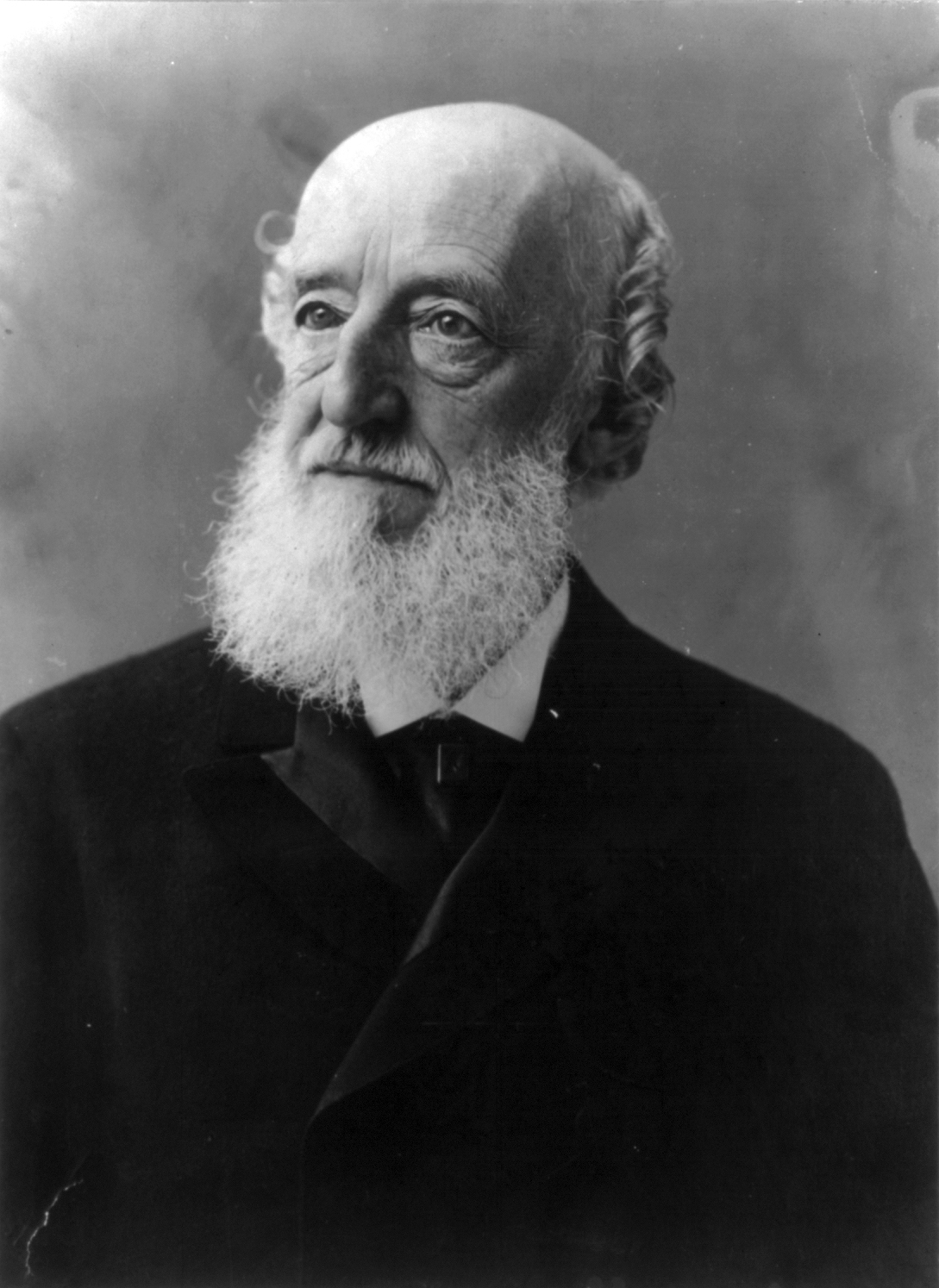
Portait photographique de William Allen Butler.

Horatio Alger commence sa carrière après ses études à Harvard en 1852 comme professeur et journaliste. Il écrit des articles littéraires pour divers journaux et magazines comme le True Flag, l'Olive Branch ou l'American Union. En 1855, il publie son premier livre : Bertha's Christmas Vision: An Autumn Sheaf, composé de onze nouvelles sentimentales et huit poèmes. Ce recueil bénéficie d'une recension favorable notamment par le Monthly Religious Magazine, qui parle lui comme d'un auteur prometteur. En 1857, il publie un poème satirique, Nothing to Do : a Tilt at Our Best Society dans le style de William Allen Butler (en). Pendant ses études de théologie, il écrit deux romans moraux : Manson the Miser et The Mad Heiress, qui sont publiés dans les colonnes du The Sun (New York). 
Après ses études de théologie, il part en Europe et visite la France, la Grande-Bretagne et l'Italie pendant dix mois et envoie des articles narrant ses découvertes au Sun de New York. Quand il rentre aux États-Unis, la guerre de Sécession éclate. En raison de sa myopie et de sa petite taille, il est réformé. Ne pouvant se battre, il soutient par sa plume la cause de l'Union en publiant des articles patriotiques pour le Harper's Weekly et la revue littéraire la North American Review. Puis Horatio Alger se lance dans la rédaction de romans destinés de la jeunesse avec la publication, en 1864, de Frank's Campaign, dont le sujet est de montrer aux jeunes gens comment participer à la défaite des sudistes. 
En décembre 1864, il est ordonné pasteur de la paroisse unitarienne de Brewster dans le Massachusetts, mais il quitte son ministère en 1866 après des accusations de violences sexuelles commises sur des jeunes garçons, accusations qu'il n'a jamais réfutées. En avril 1866, il emménage à New York pour se consacrer uniquement à sa carrière littéraire en écrivant des livres pour les jeunes garçons,.
À New York, il se rapproche d'organisations sociales et philanthropiques implantées dans le bidonville des Five Points (Manhattan) comme la Young Men's Christian Association (YMCA), de la Children's Aid Society (en) qui y a construit la Newsboys' Lodging House, un bâtiment pour les jeunes sans abri. Cette proximité auprès de jeunes défavorisés et la fascination qu'ils exercent sur Horatio du fait de leur maturité précoce, a suscité des soupçons sur le fait qu'il aurait été un pédocriminel. Il puisera chez ces jeunes l'inspiration pour la création de héros partis de rien qui vont réussir, de jeunes qui, malgré la misère, la prison, les quartiers insalubres, vont s'arracher de la pauvreté et de la criminalité pour connaître une trajectoire ascendante. La thématique des jeunes victimes de l'urbanisation et du capitalisme industriel est présente dans le genre du roman social avec des livres comme Les Mystères de Paris d'Eugène Sue (1842), The Mysteries of London (en) de George William McArthur Reynolds (1844), The Quaker City, or The Monks of Monk Hall (en) de George Lippard (1845), The Mysteries and Miseries of New York de Ned Buntline (en) (1848). Horatio Alger dédiabolise ces jeunes jugés dangereux par la bonne société. Ils sont dépeints comme étant également aptes à devenir des jeunes « comme il faut » (Gentle) pour peu qu'on leur tende la main. Ils aspirent tous à devenir des membres de la classe moyenne, ce qui est l'objet de son roman Ragged Dick (en) publié en 1868,.

### Vie personnelle
Horatio Alger est inhumé au Glenwood Cemetery de Natick.

## Œuvres (sélection)
Les romans d'Horatio Alger ont connu de nombreuses rééditions jusqu'à maintenant, et la plupart ont été réédités entre 2010 et 2020 sous forme de livres numériques.

### Série Ragged Dick
- (en-US) Ragged Dick (volume 1), ReadaClassic, 1868, rééd. 1 février 2011, 136 p. (ISBN 9781611044904, lire en ligne)[13],
- (en-US) Fame and Fortune (Ragged Dick vol. 2), 1st World Library - Literary Society, 1868, rééd. 15 juin 2006, 279 p. (ISBN 9781421821146, lire en ligne),
- (en-US) Mark the Match Boy (Ragged Dick; vol. 3), Polyglot Press, 1869, rééd. 2002, 195 p. (ISBN 9781411500259),
- (en-US) Rough and Ready (Ragged Dick vol. 4), Kessinger Publishing, 1869, rééd. 16 avril 2004, 304 p. (ISBN 9781417911684),
- (en-US) Ben, the Luggage Boy (Ragged Dick vol. 5), Kessinger Publishing, 1870, rééd. 13 septembre 2007, 288 p. (ISBN 9780548539330),
- (en-US) Rufus and Rose, (Ragged Dick vol. 6), Polyglot Press, 1870, rééd. 1 août 2005, 304 p. (ISBN 9781411500426, lire en ligne),
- (en-US) Ragged Dick & Mark, the Match Boy, Touchstone Books, 1962, rééd. 1 octobre 1998, 384 p. (ISBN 9780684842905),

### Série Tattered Tom
- (en-US) Tattered Tom: Or, the Story of a Street Arab, (Tattered Tom vol. 1), Polyglot Press, 1871, rééd. 1 août 2005, 188 p. (ISBN 9781411500549),
- (en-US) Paul the Peddler, (Tattered Tom vol. 2), Cosimo Classics, 1871, rééd. 22 décembre 2005, 252 p. (ISBN 9781596057463),
- (en-US) Phil the Fiddler: Or, the Story of a Young Street Musician, (Tattered Tom vol. 3), Echo Library, 1872, rééd. 21 août 2006, 112 p. (ISBN 9781406806670, lire en ligne),
- (en-US) Julius the Street Boy: Or Out West (Tattered Tom vol. 5), Kessinger Publishing, 1874, rééd. 21 novembre 2009, 274 p. (ISBN 9781120633408),
- (en-US) The Young Outlaw; or, Adrift in the Streets (Tattered Tom  vol. 6), Fredonia Books, 1875, rééd. 29 août 2003, 256 p. (ISBN 9781410103505, lire en ligne),
- (en-US) Sam's Chance and How He Improved It (Tattered Tom vol. 7), Bottom of the Hill Publishing, 1876, rééd. 1 juin 2014, 128 p. (ISBN 9781483705170, lire en ligne),

### Série Brave and Bold
- (en-US) Brave and Bold (volume 1), 1st World Library - Literary Society, 1874, rééd. 1 janvier 2006, 280 p. (ISBN 9781421814520),
- (en-US) Jack's Ward (Brave and Bold vol. 2), BiblioBazaar, 1875, rééd. 13 juillet 2006, 168 p. (ISBN 9781426408632),
- (en-US) Slow and Sure, Or, from the Street to the Shop (Brave and Bold vol. 3), Polyglot Press, 1872, rééd. 1 août 2005, 244 p. (ISBN 9781411500488),

### Série Luck and Pluck
- (en-US) Luck and Pluck, Or, John Oakley's Inheritance (Luck and Pluck vol. 1), Polyglot Press, 1869, rééd. 1 août 2005, 296 p. (ISBN 9781411500198),
- (en-US) Sink or Swim: Or Harry Raymond's Resolve (Luck and Pluck vol. 2), Kessinger Publishing, 1870, rééd. 10 septembre 2010, 398 p. (ISBN 9781163913796),
- (en-US) Paddle Your Own Canoe or Strong and Steady (Luck and Pluck vol. 3), Westphalia Press, 1871, 1907, rééd. 14 mai 2013, 198 p. (ISBN 9780944285763, lire en ligne),
- (en-US) Strive and Succeed, Or, the Progress of Walter Conrad (Luck and Pluck vol. 4), Polyglot Press, 1872, rééd. 1 août 2005, 209 p. (ISBN 9781411500501),
- (en-US) Try and Trust (Luck and Pluck vol. 5), Bottom of the Hill Publishing, 1873, rééd. 1 juin 2014, 170 p. (ISBN 9781483705293),
- (en-US) Bound to Rise (Luck and Pluck, vol. 6), BiblioLife, 1873, rééd. 29 mai 2008, 176 p. (ISBN 9781434650597),
- (en-US) Risen from the Ranks, Harry Walton's Success (Luck and Pluck vol. 7), Bottom of the Hill Publishing, 1900, rééd. 1 juin 2014, 166 p. (ISBN 9781483705200, lire en ligne),
- (en-US) Herbert Carter's Legacy, Or, the Inventor's Son (Luck and Pluck vol. 8), Polyglot Press, 1909, rééd. 1 août 2005, 176 p. (ISBN 9781411500075, lire en ligne),

### Série Pacific
- (en-US) Ben's Nugget; Or, a Boy's Search for Fortune, a Story of the Pacific Coast, Polyglot Press, 1882, 1 août 2005, 275 p. (ISBN 9781931927734),
- (en-US) The Young Adventurer, Book Jungle, 1910, rééd. 3 août 2009, 136 p. (ISBN 9781438522531),
- (en-US) The Young Adventurer, Or, Tom's Trip Across The Plains, Polyglot Press, 1910, rééd. 1 août 2005, 220 p. (ISBN 9781411500716),

### Série Campaign
- (en-US) Frank's Campaign (Campaign vol. 1), Kessinger Publishing, 1864, rééd. 17 juin 2004, 200 p. (ISBN 9781419120732, lire en ligne),
- (en-US) Paul Prescott's Charge (Campaign vol. 2), Kessinger Publishing, 1865, rééd. 17 juin 2004, 218 p. (ISBN 9781419140426, lire en ligne),
- (en-US) Charlie Codman's Cruise: A Story for Boys (Campaign vol. 3), Kessinger Publishing, 1866, rééd. 16 février 2009, 320 p. (ISBN 9781104104009, lire en ligne),

### Autres, hors séries
- (en-US) Struggling Upward, Or, Luke Larkin's Luck, Dover Publications, 1868, rééd. octobre 1984, 178 p. (ISBN 9780486247373, lire en ligne),
- (en-US) Ralph Raymond's Heir, Polyglot Press, 9 juin 1869, rééd. 1 août 2005, 280 p. (ISBN 9781411500365, lire en ligne)
- (en-US) The Cash Boy, 1st World Library - Literary Society, 1875, rééd. 8 février 2006, 156 p. (ISBN 9781421801452),
- (en-US) The Telegraph Boy, Pinnacle Press, 1879, rééd. 24 mai 2017, 278 p. (ISBN 9781374869233, lire en ligne),
- (en-US) The Young Miner, or Tom Nelson Out West, Tutis Digital Publishing, 1879, rééd. 1 septembre 2008, 264 p. (ISBN 9788132041078, lire en ligne),
- (en-US) From Canal Boy to President, Echo Library, 1881, rééd. 21 août 2006, 370 p. (ISBN 9781406806656, lire en ligne),
- (en-US) Do and Dare: A Brave Boy's Fight for Fortune, BiblioLife, 12 novembre 1884, rééd. 29 mai 2008, 184 p. (ISBN 9781426408809),
- (en-US) Hector's Inheritance,  or, The Boys of Smith Institute, BiblioLife, 1885, rééd. 11 octobre 2007, 264 p. (ISBN 9781434650658, lire en ligne),
- (en-US) Helping Himself, Or, Grant Thornton's Ambition, Echo Library, 1886, rééd. 1 février 2007, 296 p. (ISBN 9781406816167, lire en ligne),
- (en-US) Joe's Luck: Or a Boy's Adventures in California, Kessinger Publishing, 1887, rééd. 2 juin 2008, 240 p. (ISBN 9780548919965, lire en ligne),
- (en-US) The Store Boy, or, The Fortunes of Ben Barclay, Echo Library, 1887, rééd. 1 février 2007, 142 p. (ISBN 9781406816174, lire en ligne),
- (en-US) Tom Temple's Career, Independently Published, 1888, rééd. 10 mai 2019, 296 p. (ISBN 9781097734665, lire en ligne),
- (en-US) The Young Acrobat, Bottom of the Hill Publishing, 1889, rééd. 1 juin 2014, 202 p. (ISBN 9781483705385, lire en ligne),
- (en-US) The Erie Train Boy, Broadview Press Inc., 1890, rééd. 30 août 2004, 280 p. (ISBN 9781551116549, lire en ligne),
- (en-US) Grit; or, The Young Boatman, Wentworth Press, 1892, rééd. 12 mars 2019, 292 p. (ISBN 9781010038016, lire en ligne),
- (en-US) Dan: the Newsboy, Independently Published, 1893, rééd. 6 mars 2020, 326 p. (ISBN 9798622023002, lire en ligne),
- (en-US) Cast Upon the Breakers, Echo Library, 1893, rééd. 15 octobre 2007, 148 p. (ISBN 9781406847871),
- (en-US) Facing the World, Or, the Haps and Mishaps of Harry Vane, Polyglot Press, 1893, rééd. 1 août 2005, 338 p. (ISBN 9781931927949, lire en ligne),
- (en-US) Bernard Brooks' Adventures, Createspace Independent Publishing Platform, 1903, rééd. 9 juin 2014, 328 p. (ISBN 9781500138097, lire en ligne),
- (en-US) Mark Manning's Mission: The Story of a Shoe Factory Boy, Polyglot Press, 1905, rééd. 1 août 2005, 296 p. (ISBN 9781411500228, lire en ligne),
- (en-US) Joe the Hotel Boy: Or, Winning out by Pluck, Polyglot Press, 1906, rééd. 1 août 2005, 296 p. (ISBN 9781411500150, lire en ligne),
- (en-US) Shifting For Himself, Or, Gilbert Greyson's Fortunes, Polyglot Press, 1911, rééd. 1 août 2005, 176 p. (ISBN 9781411500457, lire en ligne),

## Pour approfondir

#### Notices dans des encyclopédies et des manuels de référence
- (en-US) John A. Garraty (dir.), Mark C. Carnes (dir.) et Gary Scharnhorst (rédacteur), American National Biography, vol. 1 : Aarons - Baird, New York, Oxford University Press, USA, 1999, 912 p. (ISBN 9780195127805, lire en ligne), p. 286-288. ,
- (en-US) Encyclopedia Of World Biography, volume 1, Gale Research, 1998, 504 p. (ISBN 9780787622213, lire en ligne), p. 153-154

#### Essais et biographies
- (en-US) John William Tebbel, From rags to riches ; Horatio Alger, Jr. and the American dream, Macmillan, 1963, 266 p. (OCLC 263412590, lire en ligne),
- (en-US) Edwin P. Hoyt, Horatio's Boys: The Life and Works of Horatio Alger Jr, Chilton Book Company, 28 octobre 1974, 280 p. (ISBN 9780801959660, lire en ligne),
- (en-US) Ralph D. Gardner, Horatio Alger: Or, the American Hero Era, Arco Publishing, 1er janvier 1978, 488 p. (ISBN 9780668044660, lire en ligne),
- (en-US) Gary Scharnhorst, Horatio Alger, Jr, Twayne Publishers, 1er janvier 1980, 184 p. (ISBN 9780805772524, lire en ligne),
- (en-US) Celeste Macleod, Horatio Alger, farewell: The end of the American dream, Wideview Books, 1er mars 1982, 324 p. (ISBN 9780872237650, lire en ligne),
- (en-US) Gary Scharnhorst & Jack Bales, The Lost Life of Horatio Alger, Jr., Indiana University Press, 1er janvier 1985, 232 p. (ISBN 9780253149152, lire en ligne),

#### Articles anglophones

##### Années 1935-1979
- Lowry Charles Wimberly, « Hemingway and Horatio Alger, Jr. », Prairie Schooner, vol. 10, no 3,‎ 1936, p. 208-211 (4 pages) (lire en ligne),
- Jordan D. Fiore, « Horatio Alger, Jr., as a Lincoln Biographer », Journal of the Illinois State Historical Society (1908-1984), vol. 46, no 3,‎ automne 1953, p. 247-253 (7 pages) (lire en ligne ),
- Martin Bronfenbrenner, « "Capitalism" East and West: Horatio Alger and Simon Legree », Ethics, vol. 71, no 3,‎ avril 1961, p. 188-194 (7 pages) (lire en ligne ),
- Howard Moss, « The Love Songs of Horatio Alger, Jr. », Poetry, vol. 112, no 1,‎ avril 1968, p. 39-40 (2 pages) (lire en ligne ),
- Frederick W. Turner, III, « Black Jazz Artists: The Dark Side of Horatio Alger », The Massachusetts Review, vol. 10, no 2,‎ printemps 1969, p. 341-353 (13 pages) (lire en ligne ),
- Frank W. Wiley, « Tommy Haw: Oriental Horatio Alger », Montana The Magazine of Western History, vol. 19, no 3,‎ été 1969, p. 80 (2 pages) (lire en ligne ),
- Dee Garrison, « Cultural Custodians of the Gilded Age: The Public Librarian and Horatio Alger », The Journal of Library History (1966-1972), vol. 6, no 4,‎ octobre 1971, p. 327-336 (10 pages) (lire en ligne ),
- Michael Zuckerman, « The Nursery Tales of Horatio Alger », American Quarterly, vol. 24, no 2,‎ mai 1972, p. 191-209 (19 pages) (lire en ligne ),
- Levi N. Larsen, « Communication more about "Horatio Alger's Children" », Journal of Alcohol and Drug Education, vol. 20, no 3,‎ printemps 1975, p. 10-12 (3 pages) (lire en ligne )
- W.T. lhamon, jr., « Horatio Alger and american modernism: the one-dimensional social formula », American Studies, vol. 17, no 2,‎ 1976, p. 11-27 (17 pages) (lire en ligne ),
- Bradley R. Schiller, « The Growlery : Eulogy for Horatio Alger », Challenge, vol. 19, no 5,‎ novembre / décembre 1976, p. 53-54 (2 pages) (lire en ligne ),
- Carol Weiher, « Horatio Alger's Fiction - American Fairy Tales for all Ages », CEA Critic, vol. 40, no 2,‎ janvier 1978, p. 23-27 (5 pages) (lire en ligne ),
- Bernard Sarachek, « American Entrepreneurs and the Horatio Alger Myth », The Journal of Economic History, vol. 38, no 2,‎ juin 1978, p. 439-456 (18 pages) (lire en ligne ),
- Eric S. Rabkin, « Horatio Alger on Work », Science, New Series, vol. 201, no 4357,‎ 25 août 1978, p. 675 (1 page) (lire en ligne ),
- Robert Vlahakis, « Ragged Dick by Horatio Alger, Jr. », The English Journal, vol. 68, no 2,‎ février 1979, p. 40 (1 page) (lire en ligne ),

##### Années 1980-1999
- Daniel Walden, « The Two Faces of Technological Utopianism : Edward Bellamy and Horatio Alger », The Journal of General Education, vol. 33, no 1,‎ printemps 1981, p. 24-30 (7 pages) (lire en ligne ),
- Carl W. Brucker, « Virtu Rewarded : the Contemporary Student and Horatio Alger », The Journal of General Education, vol. 35, no 4,‎ 1984, p. 270-275 (6 pages) (lire en ligne ),
- John L. Marsh, « Dick Powell: Out Algering Horatio Alger », The Arkansas Historical Quarterly, vol. 43, no 3,‎ automne 1984, p. 244-262 (21 pages) (lire en ligne ),
- Gary Scharnhorst, « Dickens and Horatio Alger », Dickens Quarterly, vol. 2, no 2,‎ juin 1985, p. 50-53 (4 pages) (lire en ligne ),
- Michael Moon, « "The Gentle Boy from the Dangerous Classes": Pederasty, Domesticity, and Capitalism in Horatio Alger », Representations, vol. 19,‎ été 1987, p. 87-110 (24 pages) (lire en ligne ). ,
- Thomas L. Hartshorne, « Horatio Alger in Harlem: "Manchild in the Promised Land" », Journal of American Studies, vol. 24, no 2,‎ août 1990, p. 243-248 (6 pages) (lire en ligne ),
- Madonne M. Miner, « Horatio Alger's "Ragged Dick": Projection, Denial and Double-Dealing », American Imago, vol. 47, nos 3/4,‎ hiver 1990, p. 233-248 (16 pages) (lire en ligne ),
- « Horatio Alger On the Bench », The Wilson Quarterly (1976-), vol. 15, no 3,‎ été 1991, p. 7-8 (2 pages) (lire en ligne ),
- Glenn Hendler, « Pandering in the Public Sphere: Masculinity and the Market in Horatio Alger », American Quarterly, vol. 48, no 3,‎ septembre 1996, p. 415-438 (24 pages) (lire en ligne ),
- Tom Pendergast, « "Horatio Alger Doesn't Work Here Any More": Masculinity and American Magazines, 1919-1940 », American Studies, vol. 38, no 1,‎ printemps 1997, p. 55-80 (26 pages) (lire en ligne ),
- Thomas E. Chávez, « Horatio Alger Meets Paco », The Public Historian, vol. 19, no 1,‎ hiver 1997, p. 49-51 (3 pages) (lire en ligne ),
- David Leverenz, « Tomboys, Bad Boys, and Horatio Alger: When Fatherhood Became a Problem », American Literary History, vol. 10, no 1,‎ printemps 1998, p. 219-236 (18 pages) (lire en ligne ),
- Alex Pitofsky, « Dreiser's The Financier and the Horatio Alger Myth », Twentieth Century Literature, vol. 44, no 3,‎ automne 1998, p. 276-290 (15 pages) (lire en ligne ),

##### Années 2000-2019
- Keith L. Bryant, jr, « A Horatio Alger Story: Henry U. Mudge », Railroad History, no 182,‎ printemps 2000, p. 6-21 (16 pages) (lire en ligne ),
- Douglas Holtz-Eakin, Harvey S. Rosen et Robert Weathers, « Horatio Alger Meets the Mobility Tables », Small Business Economics, vol. 14, no 4,‎ juin 2000, p. 243-274 (32 pages) (lire en ligne ),
- Roy Schwartzman, « Recasting the American Dream Through Horatio Alger's Success Stories », Studies in Popular Culture, vol. 23, no 2,‎ octobre 2000, p. 75-91 (17 pages) (lire en ligne ),
- Robert Courtney Smith, « Horatio Alger Lives in Brooklyn: Extrafamily Support, Intrafamily Dynamics, and Socially Neutral Operating Identities in Exceptional Mobility among Children of Mexican Immigrants », The Annals of the American Academy of Political and Social Science, vol. 620,‎ novembre 2008, p. 270-290 (21 pages) (lire en ligne ),
- Charles J. Scalise, « Phil, The Fiddler: How Horatio Alger's Harvard Unitarianism Played Among Italian Americans », Italian Americana, vol. 27, no 2,‎ été 2009, p. 149-163 (15 pages) (lire en ligne ),
- Jennifer M. Nader, « From Serial to Novel: Horatio Alger's Revisions in Ragged Dick », American Literary Realism, vol. 50, no 2,‎ hiver 2018, p. 180-182 (3 pages) (lire en ligne ),